# Gynacantha khasiaca
Gynacantha khasiaca is een libellensoort uit de familie van de glazenmakers (Aeshnidae), onderorde echte libellen (Anisoptera).
De soort staat op de Rode Lijst van de IUCN als onzeker, beoordelingsjaar 2010.
De wetenschappelijke naam van de soort is voor het eerst geldig gepubliceerd in 1896 door McLachlan.